# Logo!

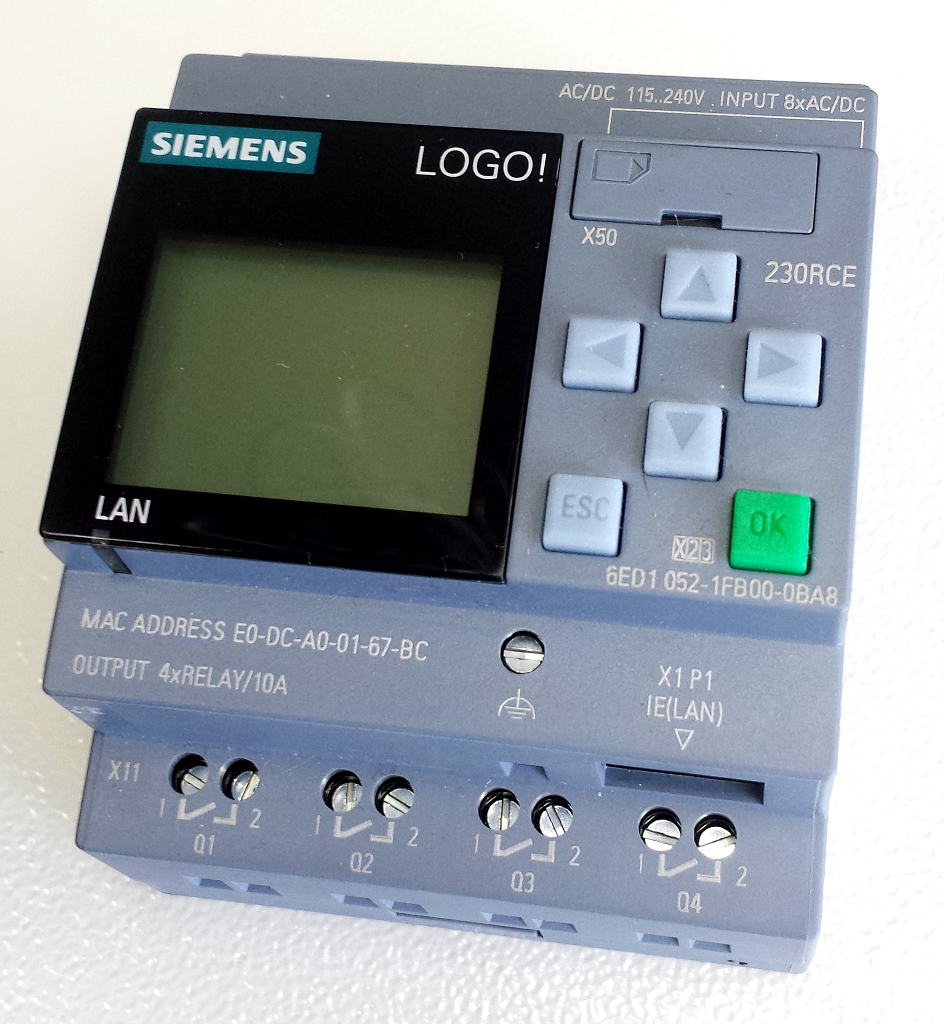
Siemens Logo versie 8

LOGO! is een kleine PLC van Siemens, om eenvoudige processen te automatiseren. Een voorbeeld is het sluiten van de rolluiken iedere avond om 20.00 uur en het openen iedere morgen om 06.00 uur.
In de LOGO! zijn er vele functies voorhanden. Deze zijn de zes algemene logische basisfuncties, zoals AND, OR, NOT en XOR, en vele geïntegreerde speciale functies, waaronder in- en uitschakelvertraging, pulsrelais, tellers en tijdschakelklok. De basisversie van LOGO! met zijn acht in- en vier uitgangen, kant-en-klare basis- en speciale functies, bedieningstoetsen en een display, is verpakt in een blokje van 90×72×55 mm. Voorzien voor DIN rail-montage.